# Quincy Penn
Quincy Penn (* 6. September 2005) ist eine bahamaische Leichtathletin, die sich auf den Sprint spezialisiert hat.

## Sportliche Laufbahn
Erste internationale Erfahrungen sammelte Quincy Penn bei den CARIFTA Games 2023 in Nassau, bei denen sie mit der bahamaischen 4-mal-100-Meter-Staffel in 45,55 s die Bronzemedaille in der U20-Altersklasse gewann und sich auch mit der 4-mal-400-Meter-Staffel in 3:47,68 min die Bronzemedaille sicherte. Im selben Jahr begann sie ein Studium an der Alabama State University in den Vereinigten Staaten. Im Jahr darauf nahm sie mit der Mixed-Staffel über 4-mal 400 Meter an den Olympischen Sommerspielen in Paris teil und schied dort mit 3:14,58 min im Vorlauf aus.

## Persönliche Bestzeiten
- 200 Meter: 23,42 s (+1,1 m/s), 15. März 2024 in Orlando
- 400 Meter: 51,91 s, 30. März 2024 in Gainesville